# Johann Christian Noback
Johann Christian Noback (* 6. Oktober 1777 in Cölleda, Thüringen; † 4. Juni 1852 in Chemnitz) war ein deutscher handelswissenschaftlicher Schriftsteller und Kaufmann.

## Leben
Noback erhielt zunächst eine kaufmännische Ausbildung und trat 1810 als Disponent in eine Samt- und Seidenfabrik in Krefeld ein. Er gründete 1821 in Erfurt eine der ersten Handelslehranstalten in Deutschland, die er bis 1842 leitete. In seinen letzten Lebensjahren lebte er teilweise in Gotha und seit 1845 in Berlin. Er galt nicht nur als guter Organisator seiner Handelsschule, die von anderen als Vorbild angesehen wurde, sondern auch als kenntnisreicher Schriftsteller. Er hatte einen Sohn Friedrich Eduard Noback, mit dem er 1833 sein Hauptwerk über die Münz-, Bank- und Wechselverhältnisse gemeinsam verfasste und der dieses 1851 neu bearbeitet herausgab. Das Werk zeichnete sich insbesondere durch den Umfang und die Genauigkeit der verzeichneten Daten aus, die ähnliche Werke durch die Fülle und Vollständigkeit übertraf, so dass es für lange Zeit einen wichtigen Platz unter den Nachschlagewerken der Nationalökonomie, Statistik und Handelswissenschaft einnahm. Noback war vom 28. Juni 1837 bis Juni 1843 Ordentliches Mitglied der Königlichen Akademie gemeinnütziger Wissenschaften zu Erfurt. Vom 1. Oktober 1846 bis zum 1. Juli 1849 war er als ordentlicher Lehrer für Rechnen an der Königlichen Gewerbeakademie in Berlin und zugleich als Direktor der Handelslehranstalt tätig. Er starb 1852 auf einer Reise in Chemnitz.

## Familie
Noback hatte zwei Söhne
- Karl August Noback, Handelswissenschaftler
- Friedrich Eduard Noback (28. Februar 1815 – 9. September 1883). Er wurde 1849 Direktor der Handelsschule in Chemnitz, wechselte 1863 nach Dresden.

Die Söhne gründeten eine Handelslehranstalt in Berlin, die 1849 geschlossen wurde. Beide waren wie der Vater auch als Schriftsteller tätig.

## Werke (Auswahl)
- Handbuch der Münz-, Bank- und Wechselverhältnisse aller Länder und Handelsplätze.  Verlag der Hofbuchhandlung, Rudolstadt 1833 (archive.org).
- Mit August Schiebe (Hrsg.): Blätter für Handel und Industrie. 1836–1837.
- Über die Schwierigkeit der Bestimmung des Colmarischen Marktgewichtes und über die Existenz einer früheren Erfurter Mark. 23. Januar 1839. Akten Cf. S. 163.
- Vollständiges Taschenbuch der Münz-, Maass- und Gewichts-Verhältnisse, der Staatspapiere, des Wechsel- und Bankwesens und der Usanzen aller Länder und Handelsplätze. 2 Bände F. A. Brockhaus, Leipzig 1851.
- Münz-, Maass- und Gewichtsbuch : das Geld-, Maass- und Wechselwesen, die Kurse, Staatspapiere, Banken, Handelsanstalten und Usanzen aller Staaten und wichtigern Orte. (Posthume Ausgabe 1858, archive.org).
  - Erste Abtheilung. Aachen–Pesth. (digitale-sammlungen.de)
  - Zweite Abtheilung. Petersburg–Zwoll. Nachträge : Alessandria–Zürich. (digitale-sammlungen.de)
- Münz-, Maass- und Gewichtsbuch. Das Geld-, Maass- und Wechselwesen, die Kurse, Staatspapiere, Banken, Handelsanstalten und Usanzen aller Staaten und wichtigern Orte. F. A. Brockhaus, Leipzig 1858 (Auszüge aus dem Hauptwerk).